# Estación Pelequén
Pelequén es una estación ferroviaria ubicada en el poblado de Pelequén, comuna chilena de Malloa, que fue parte del Ferrocarril de Santiago a Curicó o FC del Sur, y posteriormente a la Red Sur de la Empresa de los Ferrocarriles del Estado (EFE).

## Historia

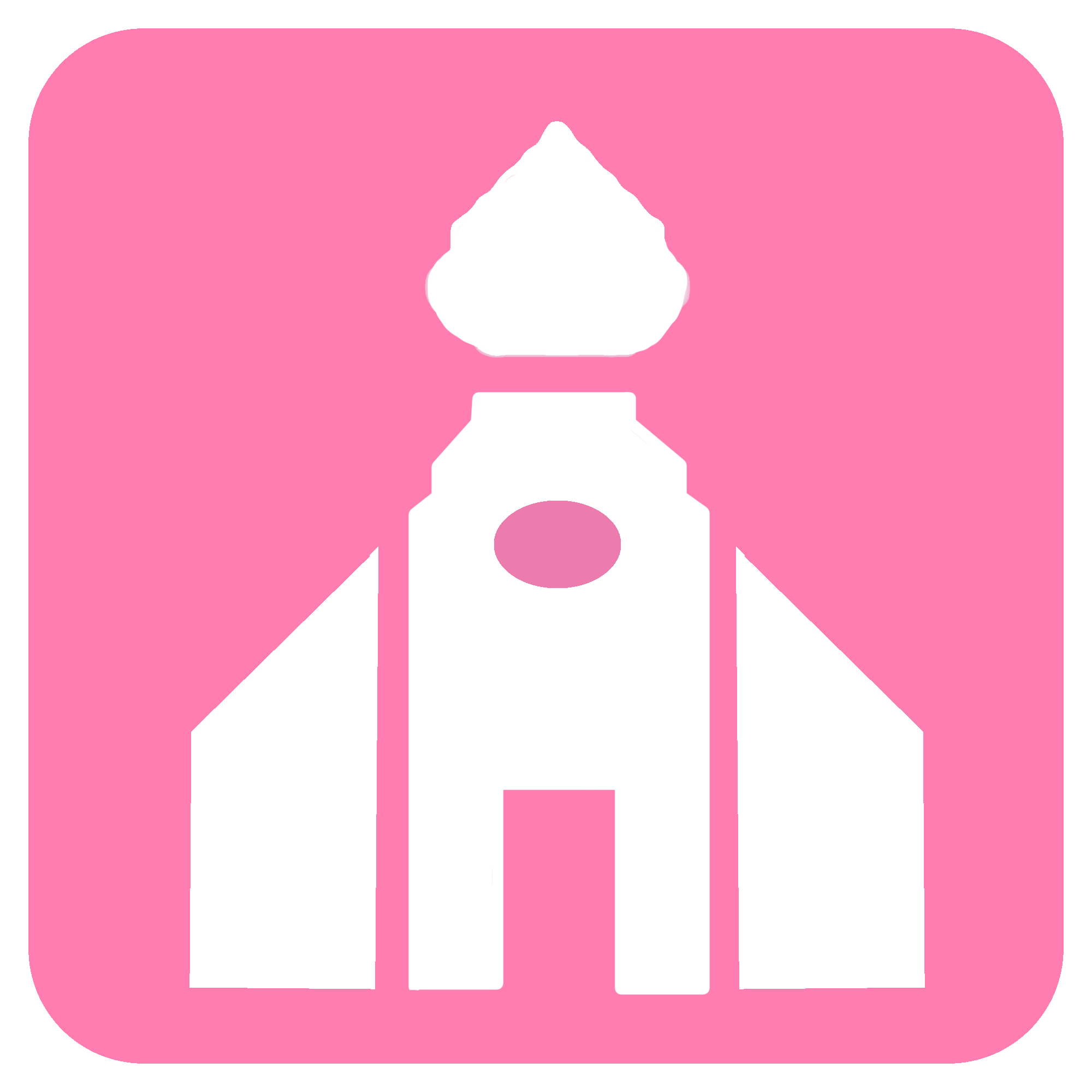
Pictograma que identificaba a la estación en 2001.

Se inaugura el 30 de abril de 1862 con la llegada del primer tren. Fue cabecera del ramal Pelequén-Las Cabras hasta 1983 cuando paralizan sus viajes.
El 8 de marzo de 1987, 12 personas fallecieron en un accidente ferroviario entre un tren de pasajeros y un tren de carga frente a la estación. Producto de dicha tragedia la estación fue clausurada y no se realizaban detenciones de los servicios en el lugar.
Luego que se suprimieron los servicios ordinarios, cayó en desuso, pero luego de la extensión de Metrotren a San Fernando en diciembre de 2000, fue contemplada para su reapertura. Fue reinaugurada el 18 de julio del 2001, para el servicio Metrotren.
En marzo de 2017 esta estación dejó de ser detención de servicio de Metrotren, producto de las inauguraciones de Tren Rancagua-Estación Central y Tren Nos-Estación Central. El antiguo Metrotren que llegaba hasta San Fernando y que usaba esta detención fue suprimido ya que se dividió en estos últimos dos servicios.
En agosto de 2019, por la festividad de Santa Rosa, fue reabierta al público, con salidas especiales desde Estación Alameda hacia la Estación de San Fernando, con dos salidas diarias en ambos sentidos, con horarios de ida a las 9:30 y a las 11:20 los días viernes, sábado y domingo y de vuelta a las 16:30 y 19:30 viernes, 16:00 y 19:00 día sábado y el día domingo 16:30 y 19:00. Todo el fin de semana del 30 de agosto, empezando el viernes hasta el domingo, luego dos fines de semana de septiembre.
El 19 de agosto de 2022 el presidente Gabriel Boric anunció nuevas detenciones del Tren San Fernando en el tramo Rancagua–San Fernando, para ello se volvería a  habilitar la estación Pelequén. Se esperaba que la estación volviera a estar operativa en 2025, junto con las estaciones Requínoa y Rosario. Sin embargo, los trabajos de restauración únicamente se han enfocado en las estaciones Rosario y Requínoa, por lo cual, la estación Pelequén seguiría sin servicio de pasajeros.